# Agaie
Agaie è un'area ad amministrazione locale dello Stato del Niger, in Nigeria. Ha una superficie di 1903 km² e una popolazione di 132.907 abitanti (2006). Il codice postale è 911.

## Storia
Nel XIX secolo Agaie era uno Stato della Nigeria, trasformato in seguito in LGA (Area di amministrazione locale). Originariamente era abitata dai Nupi (gruppo etnico nigeriano prevalentemente di religione musulmana), ma nel 1822 divenne un emirato come parte dell'Impero Fulani. Nel XX secolo entrò a far parte dell'Impero britannico

### Emirato Agaie
L'emirato Agaie fu creato da Malam Baba, un guerriero fulano che conquistò la terra abitata dai Nupi nel 1822. Il figlio di Baba, Etsu Abdullahi, fu il primo emiro di Agaia, nominato nel 1832
È governato dall'emiro Muhammadu Kudu Abubakar, a capo dal 2004.